# Colégio Calvino

O Colégio Calvino, fundado em 1559 e que se chamava nessa altura Colégio de Genebra,  está situado na  cidade velha de Genebra, Suíça.
Ao aderir à Reforma protestante a 21 de Maio de 1536, os genebrinos decidiram remodelar o ensino e torná-lo obrigatório e grátis. Foi a 29 de Maio de 1559 que são promulgadas as Leges Academiae Genevensis (Ordens do Colégio de Genebra) que dá à cidade um estabelecimento secundário, e também por essa altura, uma universidade. O colégio é então dirigido pelo sucessor de João Calvino, Teodoro de Beza.

## Alunos célebres
Esta escola que ainda continua a ser a escola ("o liceu" para os portugueses) de Genebra. Contou entre os seus alunos pessoas como o poeta argentino Jorge Luis Borges, Henriques Dunant o fundador da Comitê Internacional da Cruz Vermelha (CICV), e Gustave Moynier o fundador do Instituto de Direito Internacional.